# Front large (coalition, Chili)
Le Front large (en espagnol : Frente Amplio, abrégé en FA) est une ancienne coalition politique chilienne composée de partis et de mouvements politiques de gauche, d'extrême gauche, de social-libéraux et de citoyens qui souhaitaient créer une alternative au bipartisme traditionnel chilien oscillant entre Nouvelle Majorité et Chile Vamos. Il disparaît en 2024 au profit du parti du même nom.

## Histoire

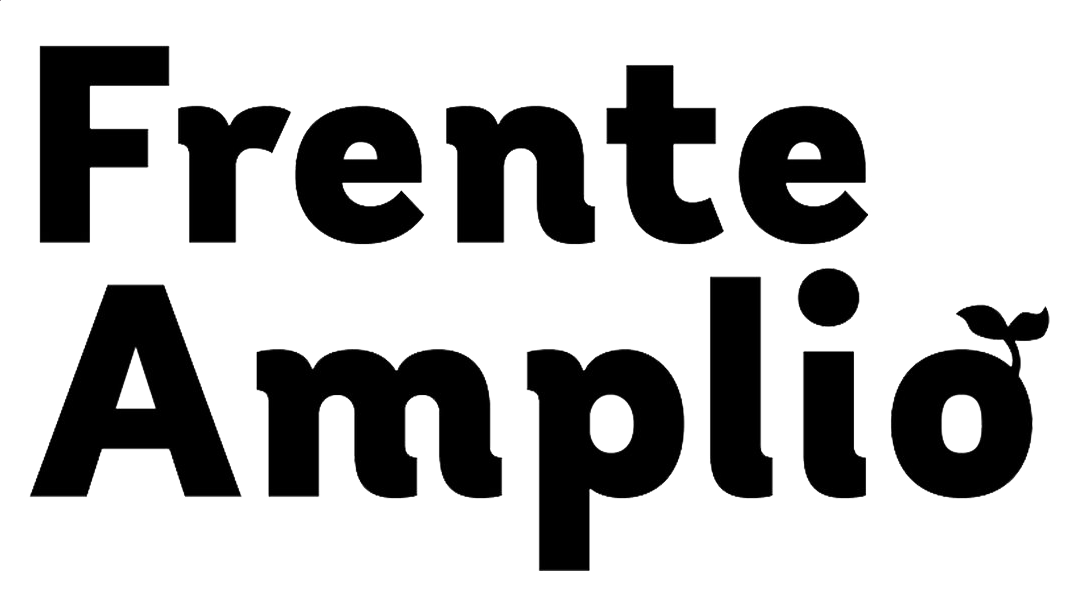
Logo du Front Large entre janvier et avril 2017.

Les premiers résultats de négociations entre les partis et les mouvements de gauche pour former une coalition remonte à janvier 2016. Ces négociations ont principalement eut lieu entre Révolution démocratique, fondée par le député Giorgio Jackson (es), et la Gauche autonome (es) alors dirigée par le député Gabriel Boric avant son départ pour créer le Mouvement autonome (es).
Lors de l'élection présidentielle de 2017, sa candidate Beatriz Sánchez créé la surprise en arrivant en troisième position lors du premier tour (20 % de voix) et se retrouve arbitre pour départager les deux derniers candidats encore en lice au second tour,,,,.
Le Front large constitue en 2021 la coalition Approbation dignité avec le Parti communiste du Chili et la Fédération socialiste verte régionaliste. Son candidat, Gabriel Boric, remporte l'élection présidentielle de 2021 avec 25,8 % des voix au premier tour et 55,8 % au second.
Les tensions internes et les problèmes de Révolution démocratique amènent la coalition a lancer un processus de fusion de ses partis membres le 19 avril 2024. Le parti unifié du Front large est officiellement créé le 1er juillet de la même année.

## Idéologie
Le projet politique du Front large est axé sur le renforcement des services publics, l'instauration d'un système de retraite par répartition, le développement des droits des femmes comme le droit à l'avortement, la mise en place d'une fiscalité progressive, la hausse du salaire minimum, l'écologie politique, la réduction du temps de travail et la décentralisation du pouvoir.

## Résultats électoraux

### Élections à la Chambre des députés
| Année | Voix    | %    | Sièges   |
| ----- | ------- | ---- | -------- |
| 2017  | 988 909 | 16,5 | 20 / 155 |

### Élections au Sénat
| Année | Voix    | %     | Sièges |
| ----- | ------- | ----- | ------ |
| 2017  | 184 168 | 11,07 | 1 / 43 |

### Élections présidentielles
| Année | Candidat        | Voix      | %     |
| ----- | --------------- | --------- | ----- |
| 2017  | Beatriz Sánchez | 1 336 161 | 20,27 |